# Olmeda de las Fuentes
Olmeda de las Fuentes település Spanyolországban, Madrid tartományban. Olmeda de las Fuentes Nuevo Baztán, Pezuela de las Torres, Ambite és Villar del Olmo községekkel határos. Lakosainak száma 408 fő (2024).

## Népesség
A település népessége az utóbbi években az alábbiak szerint változott:
| Lakosok száma | 146  | 193  | 258  | 297  | 338  | 334  | 332  | 348  | 376  | 408  |
|               | 2001 | 2004 | 2007 | 2009 | 2012 | 2014 | 2017 | 2019 | 2022 | 2024 |